# Oriocourt
Oriocourt – miejscowość i gmina we Francji, w regionie Grand Est, w departamencie Mozela.
Według danych na rok 1990 gminę zamieszkiwało 66 osób, a gęstość zaludnienia wynosiła 15 osób/km² (wśród 2335 gmin Lotaryngii Oriocourt plasuje się na 979. miejscu pod względem liczby ludności, natomiast pod względem powierzchni na miejscu 1064.).